# Головной мозг человека

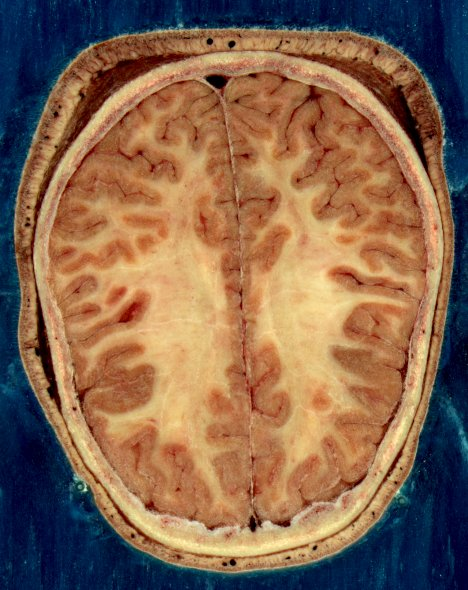
Головной мозг взрослого человека в разрезе

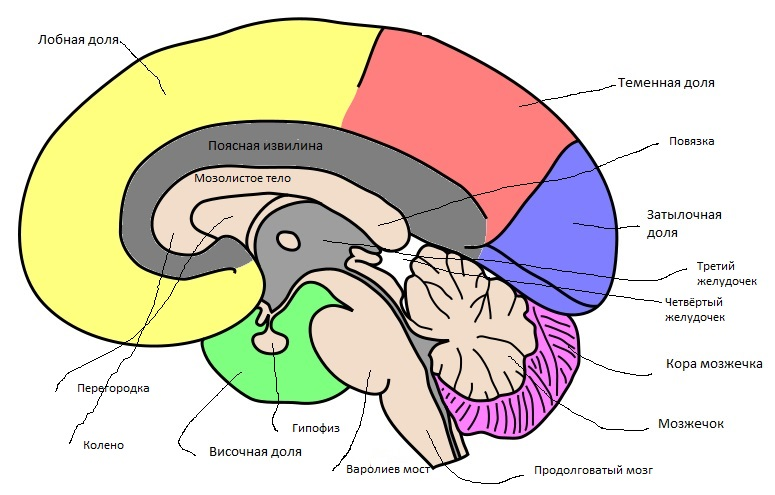
Головной мозг человека в сагиттальном разрезе, с русскими наименованиями крупных мозговых структур

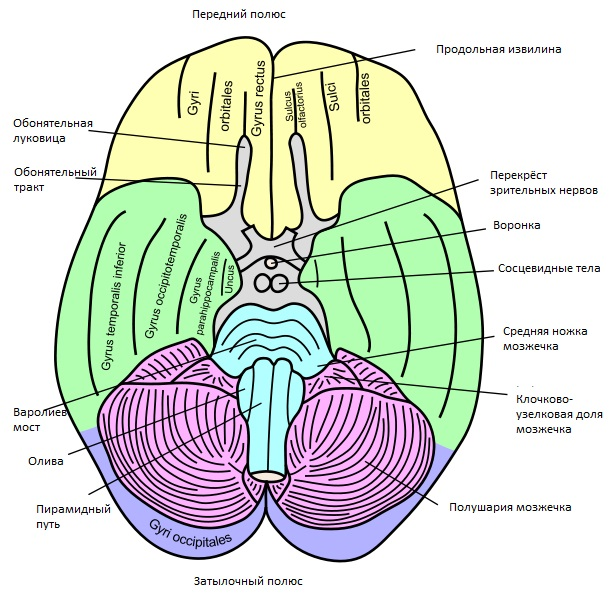
Головной мозг человека, вид снизу, с русскими наименованиями крупных мозговых структур

Головно́й мозг челове́ка (лат. encephalon) — орган центральной нервной системы, состоящей из множества взаимосвязанных между собой нервных клеток и их отростков.
Головной мозг человека занимает почти всю полость мозгового отдела черепа, кости которого защищают головной мозг от внешних механических повреждений. В процессе роста и развития головной мозг принимает форму черепа.
В литературе приводятся различные оценки количества нейронов, содержащихся в головном мозге человека. По одним оценкам, головной мозг взрослого мужчины содержит в среднем 86,1 ± 8,1 млрд нейронов и 84,6 ± 9,8 млрд ненейронных клеток. При этом кора головного мозга содержит 19 % нейронов. По другим оценкам, головной мозг человека содержит 90—96 миллиардов нейронов.
Головной мозг потребляет для питания 50 % глюкозы, вырабатываемой печенью и поступающей в кровь.

## Масса взрослого мозга
Масса человеческого мозга колеблется от 1000 до более чем 2000 граммов, что в среднем составляет приблизительно 2 % массы тела. Мозг мужчин имеет массу в среднем на 100—150 граммов больше, чем мозг женщин, однако статистической разницы между соотношением размера тела и мозга у взрослых мужчин и женщин не обнаружено. Распространено мнение, что от массы мозга зависят умственные способности человека: чем больше масса мозга, тем одарённее человек. Однако очевидно, что это далеко не всегда так. Например, мозг И. С. Тургенева весил 2012 г, а мозг Анатоля Франса — 1017 г. Самый тяжёлый мозг — 2850 г — был обнаружен у индивида, который страдал эпилепсией и идиотией. Мозг его в функциональном отношении был неполноценным. Поэтому прямой зависимости между массой мозга и умственными способностями отдельного индивида нет.
Однако на больших выборках в многочисленных исследованиях обнаруживается положительная корреляция между массой мозга и умственными способностями, а также между массой определённых отделов мозга и различными показателями когнитивных способностей. Ряд исследований указывает, что размер мозга, почти полностью зависящий от генетических факторов, не может объяснить бо́льшую часть различий в коэффициенте интеллекта. В качестве аргумента исследователи из Университета Амстердама указывают на существенную разницу в культурном уровне между цивилизациями Месопотамии и Древнего Египта и их сегодняшними потомками на территории Ирака и современного Египта.
Степень развития мозга может быть оценена, в частности, по соотношению массы спинного мозга к головному. Так, у кошек оно — 1:1, у собак — 1:3, у низших обезьян — 1:16, у человека — 1:50.
У людей верхнего палеолита мозг был заметно (на 10—12 %) крупнее мозга современного человека — 1:55—1:56.

## Строение головного мозга

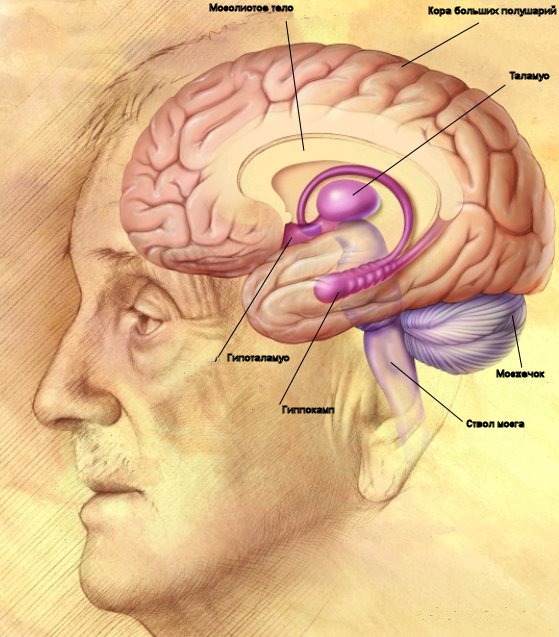
Строение головного мозга человека

Объём мозга большинства людей находится в пределах 1250—1600 кубических сантиметров и составляет 91—95 % ёмкости черепа. В головном мозге различают пять отделов: продолговатый мозг; задний, включающий в себя мост, мозжечок и эпифиз; средний; промежуточный; и передний мозг, представленный большими полушариями. Наряду с приведённым выше делением на отделы, весь мозг разделяют на три большие части:
- полушария большого мозга;
- мозжечок;
- ствол мозга.

Кора большого мозга покрывает два полушария головного мозга: правое и левое.

## Оболочки головного мозга
Головной мозг, как и спинной, покрыт тремя оболочками: мягкой, паутинной и твёрдой.
Мягкая, или сосудистая, оболочка головного мозга (лат. pia mater encephali) непосредственно прилегает к веществу мозга, заходит во все борозды, покрывает все извилины. Состоит она из рыхлой соединительной ткани, в которой разветвляются многочисленные сосуды, питающие мозг. От сосудистой оболочки отходят тонкие отростки соединительной ткани, которые углубляются в массу мозга.
Паутинная оболочка головного мозга (лат. arachnoidea encephali) — тонкая, полупрозрачная, не имеет сосудов. Она плотно прилегает к извилинам мозга, но не заходит в борозды, вследствие чего между сосудистой и паутинной оболочками образуются подпаутинные цистерны, наполненные спинномозговой жидкостью, за счёт которой и происходит питание паутинной оболочки. Самая большая, мозжечково-продолговатая цистерна, размещена сзади четвёртого желудочка, в неё открывается срединное отверстие четвёртого желудочка; цистерна боковой ямки лежит в боковой борозде большого мозга; межножковая — между ножками мозга; цистерна перекресток — в месте зрительной хиазмы (перекресток).
Твёрдая оболочка головного мозга (лат. dura mater encephali) — это надкостницы для внутренней мозговой поверхности костей черепа. В этой оболочке наблюдается наивысшая концентрация болевых рецепторов в организме человека, в то время как в самом мозге болевые рецепторы отсутствуют (см. Головная боль).
Твёрдая мозговая оболочка построена из плотной соединительной ткани, выстланной изнутри плоскими увлажнёнными клетками, плотно срастается с костями черепа в области его внутренней основы. Между твёрдой и паутинной оболочками находится субдуральное пространство, заполненное серозной жидкостью.

## Структурные части мозга

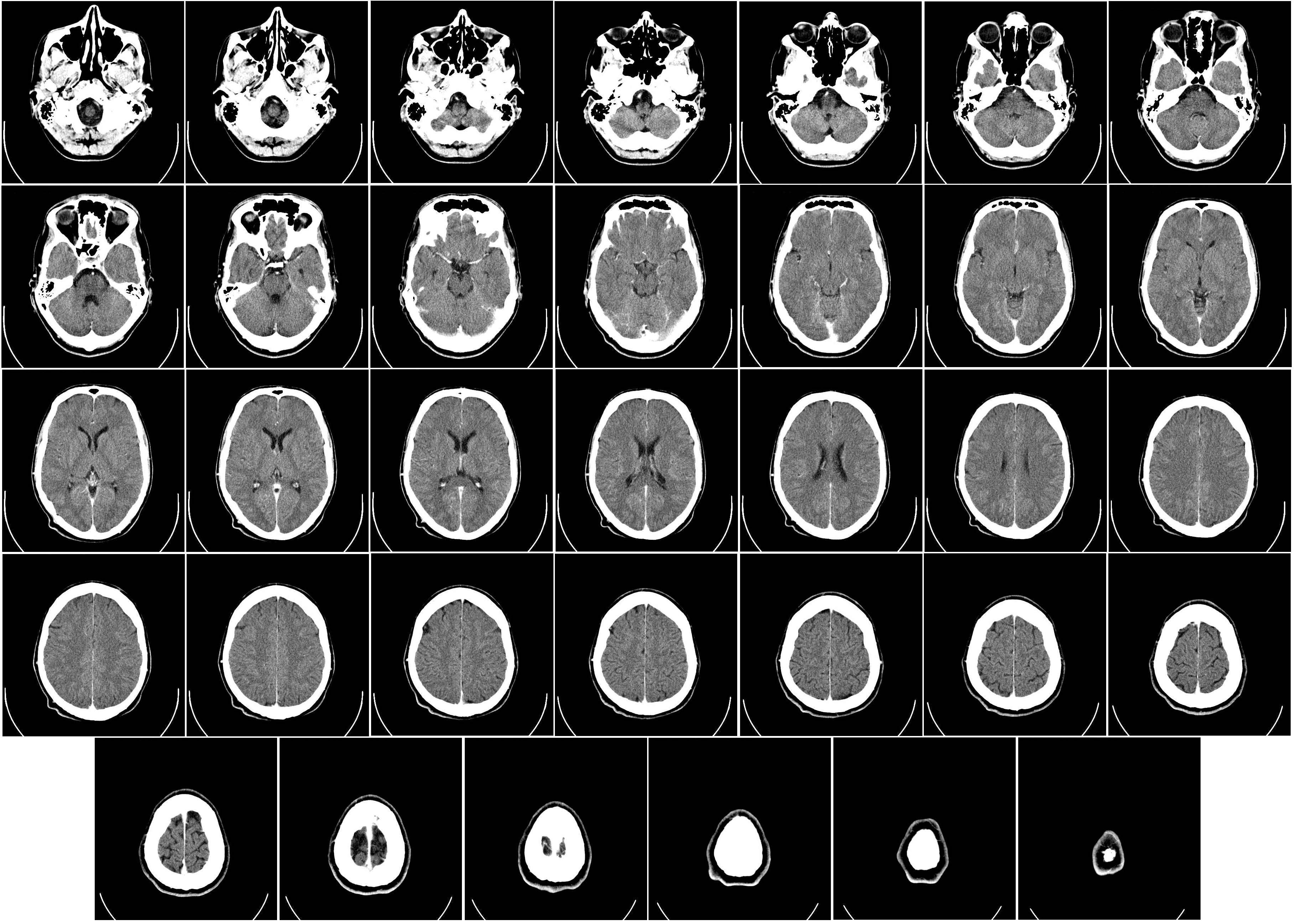
Компьютерная томограмма головного мозга

### Продолговатый мозг
Продолговатый мозг (лат. medulla oblongata) развивается из пятого мозгового пузырька (дополнительного). Продолговатый мозг является продолжением спинного мозга с нарушенной сегментарностью. Серое вещество продолговатого мозга состоит из отдельных ядер черепных нервов. Белое вещество — это проводящие пути спинного и головного мозга, которые тянутся вверх в мозговой ствол, а оттуда в спинной мозг.
На передней поверхности продолговатого мозга содержится передняя срединная щель, по бокам которой лежат утолщённые белые волокна, называемые пирамидами. Пирамиды сужаются вниз в связи с тем, что часть их волокон переходит на противоположную сторону, образуя перекресток пирамид, образующих боковой пирамидный путь. Часть белых волокон, которые не перекрещиваются, образуют прямой пирамидный путь.

### Мост
Мост (лат. pons) лежит выше продолговатого мозга. Это утолщённый валик с поперечно расположенными волокнами. По центру его проходит основная борозда, в которой лежит основная артерия головного мозга. По обе стороны борозды имеются заметные возвышения, образованные пирамидными путями. Мост состоит из большого количества поперечных волокон, которые образуют его белое вещество — нервные волокна. Между волокнами немало скоплений серого вещества, которое образует ядра моста. Продолжаясь до мозжечка, нервные волокна образуют его средние ножки.

### Мозжечок
Мозжечок (лат. cerebellum) лежит на задней поверхности моста и продолговатого мозга в задней черепной ямке. Состоит из двух полушарий и червя, который соединяет полушария между собой. Масса мозжечка 120—150 г.
Мозжечок отделяется от большого мозга горизонтальной щелью, в которой твердая мозговая оболочка образует шатер мозжечка, натянутый над задней ямкой черепа. Каждое полушарие мозжечка состоит из серого и белого вещества.
Серое вещество мозжечка содержится поверх белого в виде коры. Нервные ядра лежат внутри полушарий мозжечка, масса которых в основном представлена белым веществом. Кора полушарий образует параллельно расположенные борозды, между которыми есть извилины такой же формы. Борозды разделяют каждое полушарие мозжечка на несколько частей. Одна из частей — клочок, прилегающий к средним ножкам мозжечка, выделяется больше других. Она филогенетически древнейшая. Лоскут и узелок червя появляются уже в низших позвоночных и связаны с функционированием вестибулярного аппарата.
Кора полушарий мозжечка состоит из двух слоев нервных клеток: наружного молекулярного и зернистого. Толщина коры 1-2,5 мм.
Серое вещество мозжечка разветвляется в белой (на срединном разрезе мозжечка видно будто веточку вечнозеленой туи), поэтому её называют деревом жизни мозжечка.
Мозжечок тремя парами ножек соединяется со стволом мозга. Ножки представлены пучками волокон. Нижние (хвостовые) ножки мозжечка идут к продолговатому мозгу и называются ещё верёвчатыми телами. В их состав входит задний спинно-мозго-мозжечковый путь.
Средние (мостовые) ножки мозжечка соединяются с мостом, в них проходят поперечные волокна к нейронам коры полушарий. Через средние ножки проходит корково-мостовой путь, благодаря которому кора большого мозга воздействует на мозжечок.
Верхние ножки мозжечка в виде белых волокон идут в направлении среднего мозга, где размещаются вдоль ножек среднего мозга и тесно к ним примыкают. Верхние (черепные) ножки мозжечка состоят в основном из волокон его ядер и служат основными путями, проводящими импульсы к зрительным буграм, подбугровому участку и красным ядрам.
Ножки расположены впереди, а покрышка — сзади. Между покрышкой и ножками пролегает водопровод среднего мозга (Сильвиев водопровод). Он соединяет четвёртый желудочек с третьим.
Главная функция мозжечка — рефлекторная координация движений и распределение мышечного тонуса.

### Средний мозг
Покров среднего мозга (лат. mesencephalon) лежит над его крышкой и прикрывает сверху водопровод среднего мозга. На крышке содержится пластинка покрышки (четверохолмие). Два верхних холмика связаны с функцией зрительного анализатора, выступают центрами ориентировочных рефлексов на зрительные раздражители, а потому называются зрительными. Два нижних бугорка — слуховые, связанные с ориентировочными рефлексами на звуковые раздражители. Верхние холмики связаны с латеральными коленчатыми телами промежуточного мозга с помощью верхних ручек, нижние холмики — нижними ручками с медиальными коленчатыми телами.
От пластинки покрышки начинается спинномозговой путь, который связывает головной мозг со спинным. По нему проходят эфферентные импульсы в ответ на зрительные и слуховые раздражения.

### Большие полушария

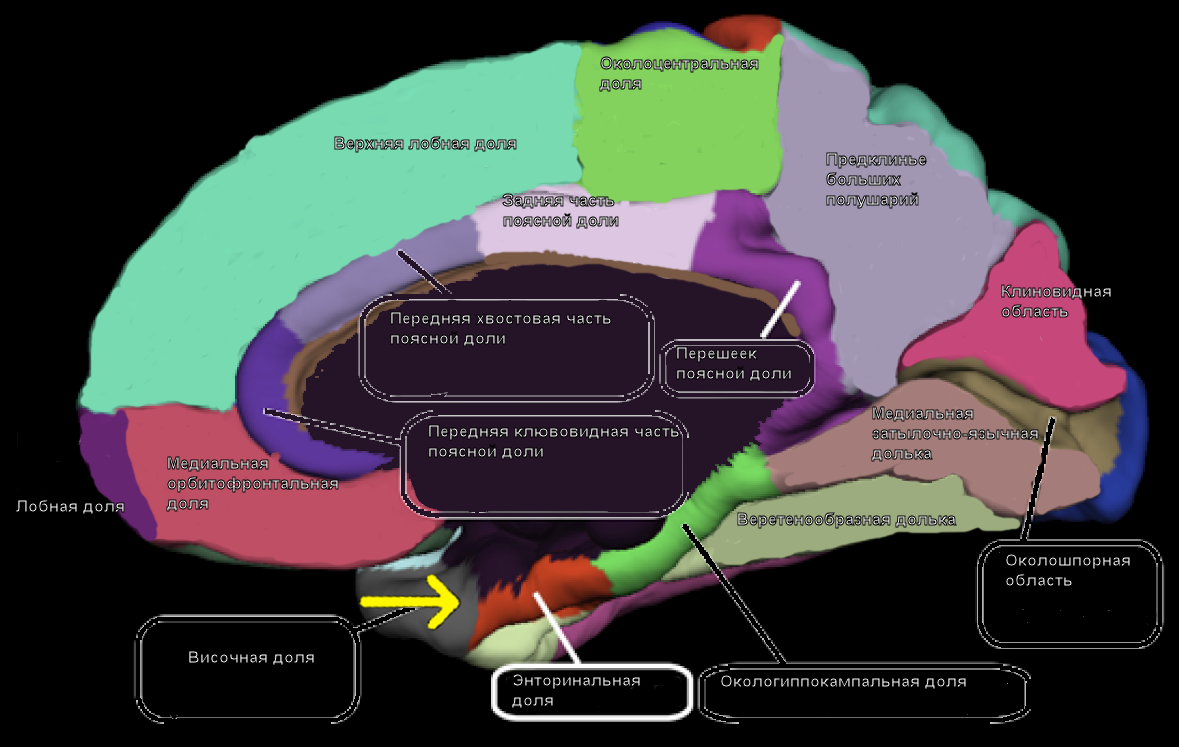
Медиальная поверхность коры больших полушарий мозга человека

Головной мозг разделён бороздой на два больших полушария (Hemisphaerium cerebri): левое и правое. В большие полушария входят: кора большого мозга (плащ), базальные ганглии, обонятельный мозг и боковые желудочки. Полушария мозга разделены продольной щелью, в углублении которой содержится мозолистое тело, которое их соединяет. На каждом полушарии различают следующие поверхности:
1. верхнебоковую, выпуклую, обращенную к внутренней поверхности свода черепа;
2. нижнюю поверхность, расположенную на внутренней поверхности основания черепа;
3. медиальную поверхность, с помощью которой полушария соединяются между собой.

В каждом полушарии есть части, которые наиболее выступают: впереди, — лобный полюс, сзади — затылочный полюс, сбоку — височный полюс. Кроме того, каждое полушарие большого мозга разделяется на четыре большие доли: лобную, теменную, затылочную и височные. В углублении боковой ямки мозга лежит небольшая доля — островок. Полушарие поделено на доли бороздами. Самая глубокая из них — боковая, или латеральная, ещё она называется сильвиевой бороздой. Боковая борозда отделяет височную долю от лобной и теменной. От верхнего края полушарий опускается вниз центральная борозда, или борозда Роланда. Она отделяет лобную долю мозга от теменной. Затылочная доля отделяется от теменной только со стороны медиальной поверхности полушарий — теменно-затылочной бороздой.
Полушария большого мозга извне покрыты серым веществом, образующим кору большого мозга, или плащ. В коре насчитывается 15 млрд клеток, а если учесть, что каждая из них имеет от 7 до 10 тыс. связей с соседними клетками, то можно сделать вывод о гибкости, устойчивости и надёжности функций коры. Поверхность коры значительно увеличивается за счет борозд и извилин. Кора филогенетическая является самой большой структурой мозга, её площадь примерно 220 тысяч мм2.

## Половые различия
Мозг взрослого мужчины в среднем на 11—12 % тяжелее и на 10 % больше по объёму, чем женский, что соответствует разнице в массе и размерах тела у полов. Статистической разницы между соотношением размеров тела и мозга у мужчин и женщин не обнаружено.
Методы томографического сканирования позволили экспериментально зафиксировать различия в строении головного мозга женщин и мужчин. Установлено, что мозг мужчин имеет больше связей между зонами внутри полушарий, а женский — между полушариями. Данные различия в структуре мозга были наиболее выражены при сравнении групп в возрасте от 13,14 до 17 лет. Однако с возрастом в мозге у женщин количество связей между зонами внутри полушарий возрастало, что минимизирует ранее отчётливые структурные различия между полами.
В то же время, несмотря на существование различий в анатомо-морфологической структуре мозга женщин и мужчин, не наблюдается каких-либо решающих признаков или их комбинаций, позволяющих говорить о специфически «мужском» или специфически «женском» мозге. Есть особенности мозга, чаще встречающиеся среди женщин, а есть — чаще наблюдающиеся у мужчин, однако и те, и другие могут проявляться и у противоположного пола, и каких-либо устойчивых ансамблей такого рода признаков практически не наблюдается.

## Онтогенезголовного мозга

### Дородовое развитие
Развитие, происходящее в период до рождения, внутриутробное развитие плода. В пренатальный период происходит интенсивное физиологическое развитие мозга, его сенсорных и эффекторных систем.

### Натальное состояние
Дифференциация систем коры головного мозга происходит постепенно, что приводит к неравномерному созреванию отдельных структур мозга.
При рождении у ребёнка практически сформированы подкорковые образования и близки к конечной стадии созревания проекционные области мозга, в которых заканчиваются нервные связи, идущие от рецепторов разных органов чувств (анализаторных систем), и берут начало моторные проводящие пути.
Указанные области выступают конгломератом всех трех блоков мозга. Но среди них наибольшего уровня созревания достигают структуры блока регуляции активности мозга (первого блока мозга). Во втором (блоке приема, переработки и хранения информации) и третьем (блоке программирования, регуляции и контроля деятельности) блоках наиболее зрелыми оказываются только те участки коры, которые относятся к первичным долям, осуществляющим приём приходящей информации (второй блок) и формирующие исходящие двигательные импульсы (3-й блок).
Другие зоны коры головного мозга к моменту рождения ребёнка не достигают достаточного уровня зрелости. Об этом свидетельствует небольшой размер входящих в них клеток, малая ширина их верхних слоев, выполняющих ассоциативную функцию, относительно небольшой размер занимаемой ими площади и недостаточная миелинизация их элементов.

### Период от 2 до 5 лет
В возрасте от двух до пяти лет происходит созревание вторичных, ассоциативных полей мозга, часть которых (вторичные гностические зоны анализаторных систем) находится во втором и третьем блоке (премоторная область). Эти структуры обеспечивают процессы перцепции и выполнение последовательности действий.

### Период от 5 до 7 лет
Следующими созревают третичные (ассоциативные) поля мозга. Сначала развивается заднее ассоциативное поле — теменно-височно-затылочная область, затем, переднее ассоциативное поле — префронтальная область.
Третичные поля занимают наиболее высокое положение в иерархии взаимодействия различных мозговых зон, и здесь осуществляются самые сложные формы переработки информации. Задняя ассоциативная область обеспечивает синтез всей входящей разномодальной информации в надмодальное целостное отражение окружающей субъекта действительности во всей совокупности её связей и взаимоотношений. Передняя ассоциативная область отвечает за произвольную регуляцию сложных форм психической деятельности, включающую выбор необходимой, существенной для этой деятельности информации, формировании на её основе программ деятельности и контроль за правильным их протеканием.
Таким образом, каждый из трёх функциональных блоков мозга достигает полной зрелости в разные сроки и созревание идет в последовательности от первого к третьему блоку. Это путь снизу вверх — от нижележащих образований к вышележащим, от подкорковых структур к первичным полям, от первичных полей к ассоциативным. Повреждение при формировании какого-либо из этих уровней может приводить к отклонениям в созревании следующего в силу отсутствия стимулирующих воздействий от нижележащего поврежденного уровня.

### Изменения головного мозга в старческом возрасте
Мозг подвержен старению. В течение жизни отдельные области мозга начинают деградировать. К примеру из-за деградации гипоталамуса пожилые люди спят намного меньше чем молодые. Старение мозга также является фактором риска появления нейродегенеративных заболеваний, таких как деменция, болезнь Паркинсона и других.

## Мозг с точки зрения кибернетики
С точки зрения кибернетики, мозг представляет собой гигантскую обучающуюся статистическую аналоговую машину из живых ионных элементов без жесткой структуры связей между элементами, с потребляемой мощностью около 25 ватт. Оценки объёма памяти мозга у различных авторов колеблются от 106 до 1016 бит. Высшая нервная деятельность заключается в работе с образами внешнего мира многоступенчатым иерархическим методом параллельной обработки информации. Память мозга устроена по особому принципу — запоминаемая информация одновременно является адресом запоминания в коре головного мозга, причем запоминается не только информация, но и частота её повторения. Соединения нейронов мозга образуют многоуровневую сетевую структуру.
Предпринимаются первые попытки создания математических моделей мозга на основе теории автоматов, нейронных сетей, математической логики, кибернетики.
Американские учёные попытались сравнить человеческий мозг с жестким диском компьютера и подсчитали, что человеческая память способна содержать в себе около 1 миллиона гигабайт
(или 1 петабайт) (например, поисковая система Google обрабатывает ежедневно около 24 петабайт данных). Если учесть, что для обработки такого большого массива информации мозг человека тратит только 25 ватт энергии, его можно назвать самым эффективным вычислительным устройством на Земле.

## Расход энергии мозгом
Мозг человека по массе составляет 2 % от всего тела, но потребляет 20 % всей энергии. Источником энергетического питания для мозга служит глюкоза в крови. Экспериментально отслеживать потребление энергии мозгом можно с использованием как сахара, так и кислорода, но кислород является более доступным вариантом. В 2006 году Маркусом Райхлом методами позитронно-эмиссионной томографии и магнитно-резонансной томографии были получены результаты, свидетельствующие о том, что независимо от типа мозговой активности (будь то сон, развлечение или напряженная мозговая деятельность), расход энергии мозгом приблизительно постоянен. Колебания расхода энергии мозгом независимо от рода занятий составляют не более 5 %.
Причина стабильного расхода энергии в том, что мозг состоит из множества отделов. Мозг, как центральный орган нервной системы управляет терморегуляцией, регулирует работу других органов. При этом, за способность говорить, читать, писать отвечает неокортекс. Таким образом, 95 % потребления энергии мозгом идут на поддержание базовых функций вроде работы сердца и терморегуляции.

## Моделирование
Одним из важнейших свойств мозга является его способность к построению моделей, как при попытках описания происходящих в природе процессов, так и для описания выдуманных абстрактных явлений, как осознанно, так и неосознанно.
Головной мозг человека, являясь очень большой нейронной сетью, постоянно анализирует сигналы органов чувств и внутренних органов тела, накопленную ранее информацию, строит и корректирует модели окружающего мира и делает прогнозы на основе этих моделей. Процесс прогнозирования проходит как сознательно, так и без участия сознания, постоянно, и в бодрствовании, и во сне. Человек действует, руководствуясь этими прогнозами и выполняя сознательные действия, и неосознанно, в том числе рефлекторно. В ситуации, когда мозг ошибся в анализе, человек может увидеть, услышать и (или) почувствовать несуществующее в действительности. В случаях, когда прогноз оказывается неверным, человек может совершить действия, которые он не ожидал от себя (не хотел делать).